# Sainte-Cécile-de-Masham
Pour les articles homonymes, voir Masham.
Sainte-Cécile-de-Masham est un village dans Les Collines-de-l'Outaouais, au Québec. D'abord constitué en municipalité, son territoire est fusionné à d'autres municipalités environnantes le 1er janvier 1975 afin de constituer la municipalité de La Pêche.

## Histoire

### Toponymie
Le nom fait d'une part référence à la paroisse canonique, honorant la mémoire de Cécile de Rome. D'autre part, la seconde particule fait référence au nom du canton duquel le village fait partie. Le nom Masham, comme d'autres toponymes de La Pêche, rappelle des noms de lieux du comté d'York en Angleterre, d'où sont originaires plusieurs colons. Prononcé \ˈmæsəm\ en Angleterre,, le nom subit au fil du temps une évolution phonétique vers \ˈmaʃam\.
Le nom Sainte-Cécile-de-La-Pêche est aussi en usage,,,,. Mentionné dès 1897 dans l'Histoire de la province ecclésiastique d'Ottawa et de la colonisation dans la vallée de l'Ottawa, il est proposé en 1940, lors du changement de nom de la municipalité de Masham-Sud.

### Chronologie
En 1793, Peter Savage se voit octroyer par la Couronne les lots vacants du canton de Masham. Au début du XIXe siècle, le territoire est essentiellement fréquenté pour ses ressources forestières; en 1825 que les compagnies Hamilton, Maclaren, Edwards et Gilmour y emmènent les bûcherons Bélanger, Cloutier, Trempe, Legros, Beaudoin et Gauvreau pour installer un chantier et faire la coupe du bois.
Les bûcherons canadiens français ayant remarqué le potentiel agricole commencent à s'y installer vers 1835, arrivant de Hull par la vallée des lacs Meech, Mousseau (en) et Philippe (ceb). La mission de Sainte-Cécile-de-la-Pêche est fondée en 1840. Ovide Bélanger tient chapelle dans sa propre maison. Le pionnier, premier résident, est autorisé à assermenter les premiers mariages, faute de prêtre attitré à l'endroit,. Jusqu'en 1853, Bélanger est aussi autorisé par l’évêque de Montréal à faire certaines célébrations lorsque requis. Cette année-là, on dénombre dans les environs de Sainte-Cécile 393 Canadiens français et 52 Irlandais. C’est aussi en 1853 que le premier curé, Antoine Lauzier, arrive à Sainte-Cécile. Son arrivée marque le déménagement de la chapelle, qui ne se retrouvera plus chez M. Bélanger.
Le 1er juillet 1855 est érigée la municipalité du canton de Masham, comprenant les villages francophones, surtout catholiques de Sainte-Cécile et Duclos, au sud du canton, mais également les hameaux anglophones, surtout protestants de Rupert et Johnston Corner, au nord du canton. Le premier maire est James Nesbitt. Dès lors, les colons font naître à Sainte-Cécile un village très organisé, érigeant des chapelles, puis des églises qui subissent des modifications avec le temps. En mai 1911 l'église est complètement détruite dans un incendie, emportant avec elle le presbytère, le couvent et l'ancien presbytère. L'incendie est causé par un orage dont la foudre frappe le clocher. La construction d'une nouvelle église débute à l'automne, au même endroit, avec un nouveau prêtre, l'ancien ayant succombé à la maladie. La construction se termine en 1913.
En 1913, en raison de différends linguistiques, un groupe de citoyens menés par Maurice Bertrand revendiquent la scission du village de la municipalité de canton. Le comté d'Ottawa autorise la même année l'érection de la municipalité de Partie Sud du canton de Masham. Bertrand est maire de 1923 à 1926. Le nom de la municipalité est changé pour Sainte-Cécile-de-Masham le 2 mars 1940.
En 1961, la population de Sainte-Cécile-de-Masham est de près de 2 000 personnes. On compte parmi ces gens des Canadiens français catholiques, des Irlandais catholiques et des anglo-protestants.
1er janvier 1975, la municipalité de Sainte-Cécile-de-Masham, le village de Wakefield, de même que les municipalités de canton d'Aldfield, Wakefield et Masham-Nord sont fusionnées afin d'incorporer la municipalité de La Pêche.

## Géographie

### Topographie
Le village est niché au creux des petites collines formant la vallée fertile de la rivière La Pêche.

### Climat
Les données de la station de Luskville, à 12 km au sud de Sainte-Cécile-de-Masham, montrent un climat continental humide, avec des étés tempérés et des hivers froids. Les précipitations sont surtout sous forme de pluie d'avril à novembre, et sous forme de neige le reste de l'année.
| Mois                              | jan.  | fév.  | mars | avril | mai  | juin | jui. | août | sep. | oct. | nov. | déc.  | année |
| --------------------------------- | ----- | ----- | ---- | ----- | ---- | ---- | ---- | ---- | ---- | ---- | ---- | ----- | ----- |
| Température minimale moyenne (°C) | −16,7 | −15,6 | −8,8 | 0     | 6    | 11,2 | 13,4 | 12,3 | 8,1  | 2,1  | −3,2 | −11,6 | −0,2  |
| Température moyenne (°C)          | −11,2 | −9,5  | −3,1 | 5,9   | 12,6 | 17,7 | 20   | 18,9 | 14,3 | 7,4  | 1,1  | −6,9  | 5,6   |
| Température maximale moyenne (°C) | −5,8  | −3,4  | 2,5  | 11,8  | 19,2 | 24,3 | 26,6 | 25,5 | 20,5 | 12,7 | 5,3  | −2,3  | 11,4  |
| Précipitations (mm)               | 75,2  | 58,8  | 61,9 | 68,8  | 80,3 | 84,3 | 93,7 | 86,9 | 87,7 | 83,4 | 82,9 | 76,5  | 940,5 |
| dont pluie (mm)                   | 21,7  | 19,9  | 32,1 | 64    | 80,3 | 84,3 | 93,7 | 86,9 | 87,2 | 82,2 | 67,9 | 29,7  | 749,9 |
| dont neige (cm)                   | 53,5  | 39,3  | 29,8 | 4,8   | 0    | 0    | 0    | 0    | 0,5  | 1,2  | 15   | 46,8  | 190,9 |

## Services

### Institutions
Le conseil municipal de La Pêche siège à la mairie située dans le village de Sainte-Cécile. La commission scolaire des Portages-de-l'Outaouais opère pour la population francophone une école primaire, une école secondaire et un centre de formation aux adultes,,. La population anglophone est desservie par la commission scolaire Western Québec.

### Loisirs, culture et vie communautaire
Le village compte un centre communautaire, une salle destinée aux activités des aînés, un centre sportif et une bibliothèque. La paroisse catholique Sainte-Cécile dessert l'église du même nom. L'église Sainte-Cécile est d'ailleurs l'un des deux immeubles patrimoniaux identifiés au Répertoire du patrimoine culturel du Québec. Le second est le pont couvert constituant l'entrée nord du parc de la Gatineau,.
Immédiatement au sud du village, on trouve le secteur du lac Philippe du parc de la Gatineau, prisé par les amateurs de plein air.

### Transports
Le village est traversé par la route 366, qui la relie au réseau routier supérieur du Québec. Les lignes 921, 923 et 925 de Transcollines permettent de se déplacer dans l'est de La Pêche, et de rejoindre Gatineau en transport en commun afin d'y correspondre avec le Rapibus,,,.